# .ro
.ro (Roménia) é o código TLD (ccTLD) na Internet para a Roménia.